# 정성운
정성운(1981년 4월 18일 ~ )은 대한민국의 배우이다.

## 연기 활동

### 드라마
- 2007년 SBS 드라마스페셜 《외과의사 봉달희》 ... 응급 치프 역
- 2007년 MBC 월화드라마 《신 현모양처》 ... 김기자 역
- 2007년 MBC 시즌드라마 《옥션 하우스》 ... 나도영 역
- 2008년 MBC 아침드라마 《흔들리지마》 ... 최보국 역
- 2009년 KBS1 일일연속극 《다 함께 차차차》 ... 민경현 역
- 2010년 MBC 대하드라마 《동이》 ... 최동주 역
- 2011년 SBS 아침연속극 《미쓰 아줌마》 ... 왕봉수 역
- 2012년 KBS2 단막극 《KBS 드라마 스페셜 - 소녀탐정 박해솔》 ... 정태훈 역
- 2012년 MBC 아침드라마 《천사의 선택》 ... 왕민재 / 강민재 역
- 2013년 JTBC 주말연속극 《궁중잔혹사 꽃들의 전쟁》 ... 소현세자 역
- 2014년 JTBC 일일연속극 《귀부인》 ... 박영민 역
- 2014년 MBC 주말드라마 《장미빛 연인들》 ... 진태식 역 (특별출연)
- 2015년 TV조선 • tvN 단막극 《위대한 이야기 - 입시의 정석》 ... 성인 오찬영 역 (특별출연)
- 2015년 MBC 월화드라마 《화정》 ... 청 태종 역
- 2016년 MBC 주말특별기획 《옥중화》 ... 덕흥대원군 역
- 2017년 JTBC 금토드라마 《언터처블》
- 2018년 JTBC 월화드라마 《으라차차 와이키키》

### 공연
- 2010년 《뮤직 인 마이 하트》 ... 장재혁 역

## 광고
- OB맥주
- 삼성건설
- SK텔레콤
- 미래에셋